# Szlarnik jednobarwny
Szlarnik jednobarwny (Zosterops sanctaecrucis) – gatunek małego ptaka z rodziny szlarników (Zosteropidae). Jest endemitem Wysp Salomona. Według IUCN jest to gatunek najmniejszej troski.

## Systematyka
Gatunek ten po raz pierwszy zgodnie z zasadami nazewnictwa binominalnego opisał w 1894 roku angielski ornitolog Henry Baker Tristram w czasopiśmie „Ibis”. Autor nadał gatunkowi nazwę Zosterops sanctae-crucis. Jako miejsce typowe wskazał należące do Wysp Salomona Wyspy Santa Cruz. Gatunek monotypowy.

### Etymologia
- Zosterops (Fosterops): gr. ζωστηρ zōstēr, ζωστηρος zōstēros „pas”; ωψ ōps, ωπος ōpos „oko”[9].
- sanctaecrucis: od miejsca występowania – Wyspy Santa Cruz[10].

## Morfologia
Mały ptak o szpiczastym, lekko zakrzywionym, stosunkowo długim, czarnym dziobie, część żuchwy żółtawa. Nogi i stopy niebiesko-szare. Tęczówki brązowe. Nie występuje dymorfizm płciowy. Dorosłe ptaki mają górne części ciała matowooliwkowe. Wokół oczu charakterystyczne szare obrączki otoczone ciemniejszym szarym obszarem rozciągającym się od nasady dzioba, wokół oczu i za nimi. Lotki skrzydeł oraz sterówki dość krótkiego ogona czarnobrązowe z szerokimi jasnooliwkowymi krawędziami. Dolne partie ciała zielonkawożółtawe i żółtawe. Pokrywy podogonowe żółte. Młode nie są opisane. Długość ciała 12,5 cm.

## Zasięg występowania
Szlarnik jednobarwny występuje tylko na największej z wysp Santa Cruz – Nendo. Zasięg występowania (EOO, Extent of Occurrence) według szacunków organizacji BirdLife International obejmuje około 670 km².

## Ekologia
Jego głównym habitatem są zarośla, ogrody, lasy pierwotne, lasy wtórne i obrzeża lasów do wysokości 549 m n.p.m. Jest gatunkiem osiadłym. Długość pokolenia jest określana na 3,5 roku.
Brak informacji na temat diety tego gatunku.

### Rozmnażanie
Brak informacji.

## Status zagrożenia
W Czerwonej księdze gatunków zagrożonych Międzynarodowej Unii Ochrony Przyrody szlarnik jednobarwny został zaliczony do kategorii NT (ang. Near Threatened – gatunek bliski zagrożenia). Liczebność populacji nie została oszacowana, ale ptak ten jest opisywany jako pospolity. BirdLife International ocenia trend liczebności populacji jako trudny do określenia ze względu na brak badań nad wpływem zmian habitatu na wielkość populacji tego gatunku.